# 超流動真空理論
超流動真空理論（ちょうりゅうどうしんくうりろん）とは、時空が液体のように振る舞うとする理論である。完成すれば、一般相対性理論と量子力学を統合することができると期待されている。2014年に、ステファノ・リベラティらは、宇宙それ自体が超流動体であり、その正体は粘性が極めて小さい液体であるとする理論を発表した。この理論を考える場合には、液体の影響によるエネルギーの損失も考慮する必要がある。